# Joey Richter
Joseph Michael "Joey" Richter, né le 31 juillet 1989 en Californie, est un acteur américain. 
Il a étudié à l'Université du Michigan, à Ann Arbor, et en sort avec un Bachelor of Fine Arts en 2011.
Il s'est fait connaître dans les comédies musicales de Starkid, dans lesquelles il a tenu des rôles principaux. Il a interprété le rôle de Ron Weasley dans A Very Potter Musical, A Very Potter Sequel et A Very Potter Senior Year. Ces comédies musicales parodiques, publiées sur YouTube, se passent dans le monde de Harry Potter : les deux premières comptent plusieurs millions de vue.
Il a également tenu le rôle principal de Bug, un insecte, dans la comédie musicale Starship, de Starkid ainsi que le Bouffon du Temps dans Henry Danger. Elle comptabilise également plusieurs millions de vues sur Youtube. En 2009, il a aussi tenu un rôle principal, dans Me and My Dick : son personnage s'appelait Joey.
Il joue également dans la série télévisée Jessie.